# Sở thú Ueno
Sở thú Ueno (恩賜上野動物園 Onshi Ueno Dōbutsuen) là một sở thú rộng 14,3 hécta (35 mẫu Anh) do chính quyền thủ đô Tokyo quản lý, nằm tại Taitō, Tokyo, Nhật Bản. Đây là vườn thú lâu đời nhất Nhật Bản, mở cửa ngày 20 tháng 3 năm 1882.
Vườn thú này nằm trong công viên Ueno, nơi có một số bảo tàng, một công viên giải trí nhỏ và nhiều điểm tham quan khác. Vườn thú đóng cửa vào thứ Hai (nếu thứ Hai là ngày lễ thì sẽ đóng cửa vào thứ Ba).

## Lịch sử
Khu đất này vốn dĩ thuộc về hoàng tộc, những đã được ban tặng (恩賜 onshi "ân tứ") cho chính quyền thành phố năm 1924 cùng với công viên Ueno nhân lễ thành hôn của thái tử Hirohito.

### Thế chiến thứ hai
Ngay sau vụ đánh bom Tokyo tháng 3 năm 1945, người Nhật đã đem bêu viên phi công Hoa Kỳ lái B-29 Ray "Hap" Hallora trong một chuồng hổ ở sở thú Ueno trong tình trạng khỏa thân để cho người dân đi bộ trước chuồng hổ và xem.
Lục quân Đế quốc Nhật Bản đã ra lệnh giết hết tất cả "những con thú hoang và nguy hiểm", cho rằng bom có thể đánh trúng sở thú và giải thoát những con thú hoang và chúng sẽ phá phách đường phố Tokyo. Những yêu cầu trì hoãn thi hành hoặc sơ tán những con thú đi nơi khác của nhân viên vườn thú đều bị từ chối. Các con vật chủ yếu bị hành quyết bởi thuốc độc, bóp cổ, hoặc đơn giản là để chúng chết đói.

## Những sửa chữa gần đây
Vườn thú tạo ra một môi trường tương tự nơi sống tự nhiên cho những loài động vật. Gần đầy, những chiếc chuồng kiểu cũ đã được thay thế bởi môi trường sống hiện đại, ví dụ như "Rừng Khỉ đột", được xây sau hai tai nạn gây xôn xao dự luận năm 1999.